# 楊進道
楊進道（1518年—？），字自勉，號克斋，直隸廣平府曲周縣人，民籍，明朝政治人物。

## 生平
嘉靖二十八年己酉科（1549年）順天府鄉試第三十五名舉人。嘉靖三十五年（1556年）中式丙辰科會試第一百六十二名，三甲第四十九名進士。工部观政，授浙江海盐县知县，三十八年升户部主事，四十一年升署郎中，四十二年升广西佥事，四十五年復除陕西，隆慶元年正月考察致仕。

## 家族
曾祖楊清；祖父楊玉，壽官；父楊禮，典膳、封户部署郎中。母聶氏，封太安人。兄进科、弟进第。